# Musaranya comuna
La musaranya comuna (Crocidura russula) és una espècie de mamífer de la família de les musaranyes que es troba a Europa (és autòctona d'Àustria, Bèlgica, França, Alemanya, Liechtenstein, Luxemburg, els Països Baixos i la península Ibèrica, i ha estat introduïda a Irlanda) i a l'Àfrica del nord (Algèria, el Marroc i les Illes Canàries).

## Descripció
- Dimensions corporals: cap + cos (6,3 - 8,5 cm) i cua (3 - 4 cm).
- Pes: 7-13 g.
- Els pèls que recobreixen el seu cos són de dues menes: uns de curts i atapeïts i uns altres de llargs que neixen escampats entre els primers i són visibles, sobretot, a la cua.
- Les orelles, grans, sobresurten entre el pelatge.
- Les dents són totalment blanques.
- La coloració és molt variable: els exemplars joves són totalment grisos, mentre que els adults exhibeixen unes tonalitats diferents al ventre i a l'esquena, tonalitats que varien segons l'estació de l'any. A l'estiu mostren colors marronosos pel dors i els flancs, i grisosos o gris marronosos pel ventre. Quan arriba l'hivern, la coloració dorsal s'ha fet totalment grisa amb alguns reflexos argentats. A mesura que l'estació avança, el pelatge dorsal va adquirint progressivament tons vermellosos, mentre que el ventre es va fent marronós.

## Subespècies
- Crocidura russula cintrae (Miller, 1907).[4] Península ibèrica[5][6]
- Crocidura russula osorio (Molina i Hutterer, 1989). És un endemisme de les Illes Canàries: nord i nord-est de Gran Canària[5]
- Crocidura russula peta (Montagu i Pickford, 1923).[7] Guernsey (Illes Anglonormandes)[6]
- Crocidura russula pulchra (Cabrera, 1907).[8] Península Ibèrica i part de França[6]
- Crocidura russula russula (Hermann, 1780).[9] Europa[6]
- Crocidura russula yebalensis (Cabrera, 1913).[10] Marroc[6][11]

## Etologia
És agressiva, molt voraç i mostra activitat diürna i nocturna durant tot l'any. Les femelles que estan criant surten a passeig quan els seus petits són capaços de caminar. Normalment la mare va al davant, la primera cria se li enganxa a la base de la cua, la segona s'agafa a la cua del seu germà avançant en fila índia.

## Depredadors
Els seus principals depredadors són els mussols, les serps i els petits mamífers carnívors (com ara les mosteles).

## Hàbitat
Alzinars, suredes, màquies i vores de camps i camins, on s'amaga entre les pedres i les herbes. També se la pot trobar als jardins de les cases i en estables.

## Longevitat
La seva esperança de vida a la natura és de 18 mesos, mentre que en captivitat pot augmentar-ne a 30.

## Espècies semblants
La musaranya de jardí és una mica més petita (els adults no superen els 4 g de pes) i té la cua relativament més llarga.
La musaranya etrusca és de mida més petita, té el cap més gran comparat amb el cos i la cua relativament més llarga. A més, no té la coloració ventral tan clarament diferenciada de la dorsal.

## Galeria

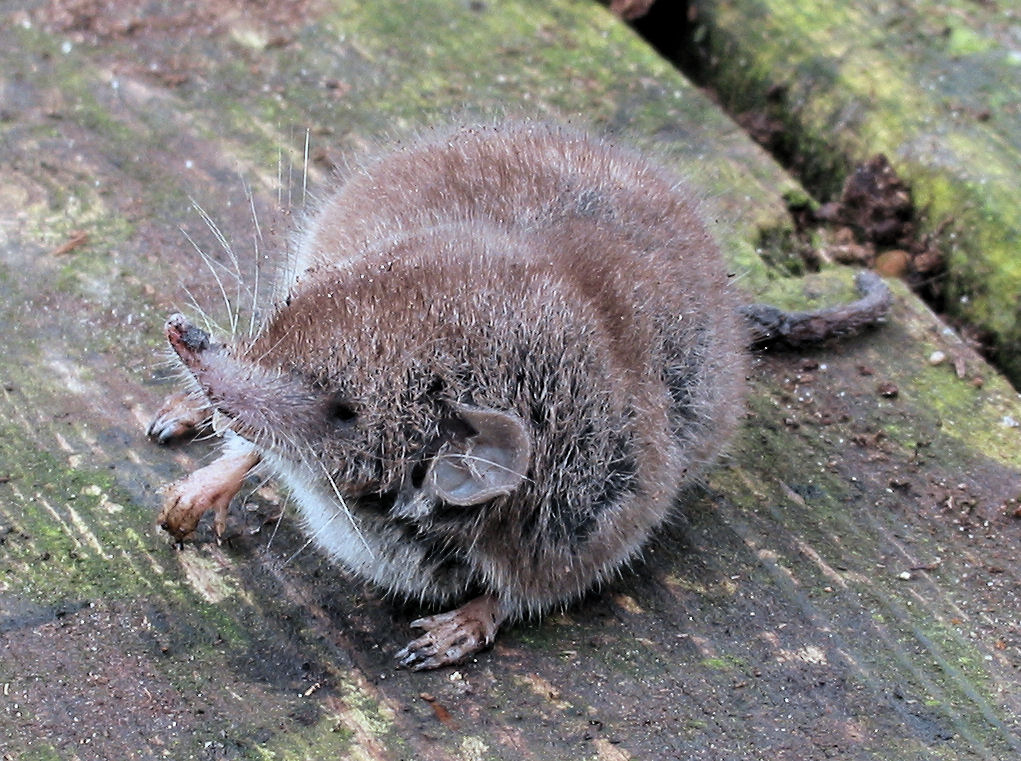
Musaranya comuna.
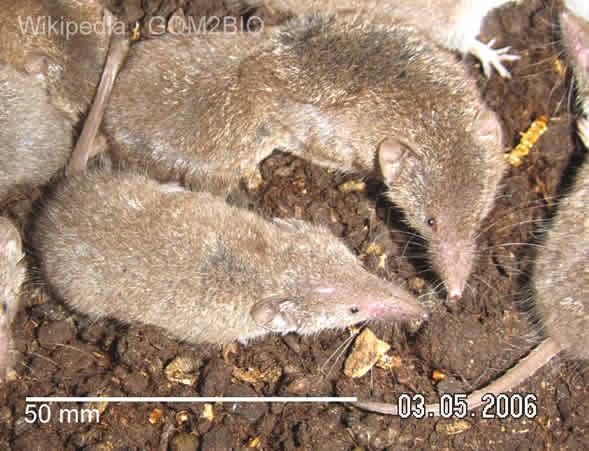
Exemplars de musaranya comuna, amb referència de la seva mida.
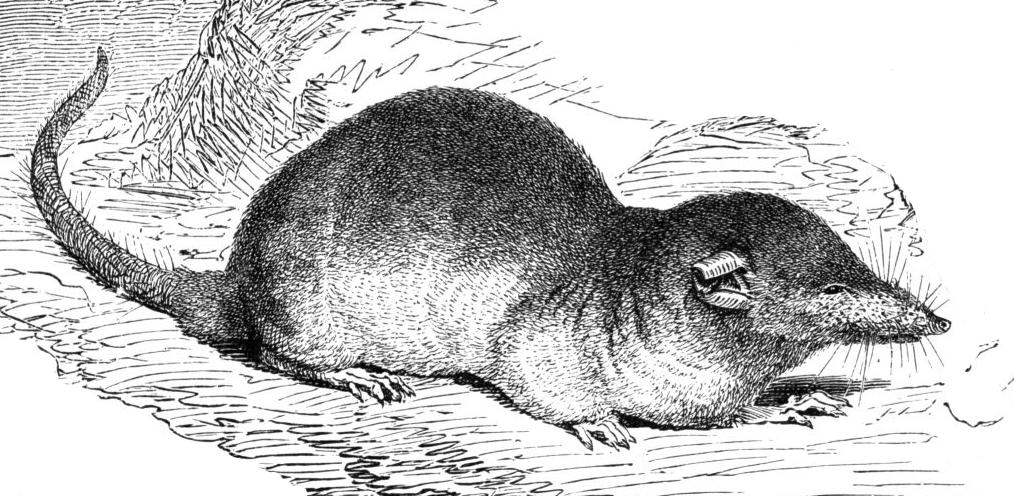
Musaranya comuna.